# Course de la Paix 1961
La Course de la Paix 1961 est la quatorzième édition de cette course. Elle s'est déroulée du 2 au 26 mai entre Varsovie, en Pologne, et Prague, en Tchécoslovaquie, en passant par la République démocratique allemande. Elle a été remportée par le coureur soviétique Youri Melikhov.

## Les étapes
| #  | Date   | Villes étapes                              | km                   | Vainqueur             | Leader         |
| -- | ------ | ------------------------------------------ | -------------------- | --------------------- | -------------- |
| 1  | 2 mai  | Circuit autour de Varsovie (POL)           | 136                  | Lothar Höhne          | Lothar Höhne   |
| 2  | 3 mai  | Varsovie (POL) - Olsztyn (POL)             | 206                  | Youri Melikhov        | Youri Melikhov |
| 3  | 4 mai  | Olsztyn (POL) - Gdansk (POL)               | 193                  | Gabriel Moiceanu      | Youri Melikhov |
| 4  | 5 mai  | Swiecie (POL) - Bydgoszcz (POL)            | 42 (clm par équipes) | Équipe d'URSS         | Youri Melikhov |
| 4  | 5 mai  | Bydgoszcz (POL) - Poznań (POL)             | 125                  | Alexeï Petrov         | Youri Melikhov |
| 5  | 6 mai  | Miedzychod (POL) - Szczecin (POL)          | 155                  | Youri Melikhov        | Youri Melikhov |
| 6  | 8 mai  | Szczecin (POL) - Rostock (RDA)             | 206                  | Ion Cosma             | Youri Melikhov |
| 7  | 9 mai  | Rostock (RDA) - Berlin (RDA)               | 240                  | Erich Hagen           | Youri Melikhov |
| 8  | 10 mai | Berlin (RDA) - Leipzig (RDA)               | 240                  | Anatoli Tcherepovitch | Youri Melikhov |
| 9  | 11 mai | Leipzig (RDA) - Halle (RDA)                | 40 (clm)             | Alexeï Petrov         | Youri Melikhov |
| 9  | 11 mai | Halle (RDA) - Karl-Marx-Stadt (RDA)        | 143                  | Youri Melikhov        | Youri Melikhov |
| 10 | 13 mai | Karl-Marx-Stadt (RDA) - Karlovy Vary (TCH) | 107                  | Ladislas Heller       | Youri Melikhov |
| 11 | 14 mai | Karlovy Vary (TCH) - Tábor (TCH)           | 207                  | Alexeï Petrov         | Youri Melikhov |
| 12 | 15 mai | Tábor (TCH) - Brno (TCH)                   | 177                  | Youri Melikhov        | Youri Melikhov |
| 13 | 16 mai | Brno (TCH) - Prague (TCH)                  | 224                  | Youri Melikhov        | Youri Melikhov |

## Le classement général
|     | Cycliste              | Équipe           |    | Temps            |
| --- | --------------------- | ---------------- | -- | ---------------- |
| 1.  | Youri Melikhov        | Union soviétique | en | 61 h 15 min 24 s |
| 2.  | Viktor Kapitonov      | Union soviétique | +  | 11 min 05 s      |
| 3.  | Bernhard Eckstein     | RDA              |    | 14 min 50 s      |
| 4.  | Anatoli Tcherepovitch | Union soviétique |    | 16 min 47 s      |
| 5.  | Wagner Bangsborg      | Danemark         |    | 16 min 58 s      |
| 6.  | Gunnar Göransson      | Suède            |    | 17 min 41 s      |
| 7.  | Ion Cosma             | Roumanie         |    | 18 min 42 s      |
| 8.  | Gustav-Adolf Schur    | RDA              |    | 20 min 48 s      |
| 9.  | Erich Hagen           | RDA              |    | 22 min 32 s      |
| 10. | Tryggve Lullau        | Norvège          |    | 24 min 15 s      |
| 11. | Manfred Weissleder    | RDA              |    | 27 min 00 s      |

## Classements annexes
Pas de classements aux points

### Meilleur grimpeur
|   | Cycliste            | Points |
| - | ------------------- | ------ |
| 1 | Alexeï Petrov       | 27     |
| 2 | Gainan Saidschushin | 26     |
| 3 | Bernhard Eckstein   | 20     |
| 3 | Ken Laidlaw         | 20     |

### Classement par équipes
|   | Équipe           | Temps                |
| - | ---------------- | -------------------- |
| 1 | Union soviétique | en 185 h 09 min 52 s |
| 2 | RDA              | + 26 min 09 s        |
| 3 | Roumanie         | + 44 min 32 s        |
| 4 | Pologne          | + 50 min 30 s        |
| 5 | Suède            | + 52 min 21 s        |